# Arsis
Arsis je američki tehnički death metal sastav iz Virginia Beacha.

## Povijest sastava
Sastav su 2000. osnovali James Malone i Mike Van Dyne. Nakon dva dema potpisuju za izdavačku kuću Willowtip Records, te 2004. objavljuju prvi studijski album A Celebration of Guilt, a sljedeći United in Regret dvije godine kasnije. U to vrijeme kreću i na prvu nacionalnu turneju, na kojoj su između ostalih nastupali sa sastavima Napalm Death, All Shall Perish i Necrophagist. Nakon toga potpisuju za Nuclear Blast, te poslije par promjena članova, objavljuju svoj treći studijski album We Are the Nightmare 2008. godine, nakon kojeg gitarist Ryan Knight napušta sastav kako bi se mogao pridružiti The Black Dahlia Murderu. Sastav je 2009. godine nastupao na turneji Neckbreakers Ball, zajedno sa sastavima Behemoth, DevilDriver i Scar Symmetry. Svoj četvrti studijski album Starve the Devil objavili su 2010. godine., a 2012. gitarist Nick Cordle napušta sastav te se pridružuje Arch Enemyju, a zamjenjuje ga Brandon Ellis. Najnoviji, peti studijski album Unwelcome objavljuju u travnju 2013. godine.

## Članovi sastava
Trenutačna postava
- James Malone - bas-gitara (2000. – 2005.), gitara (2000.-), vokal (2000.-)
- Noah Martin - bas-gitara (2007. – 2008., 2010.-)
- Shawn Priest - bubnjevi (2012.-)
- Brandon Ellis - gitara (2012.-)

Bivši članovi
- Scot Seguine - bas-gitara (2000.)
- Michael Van Dyne - bubnjevi (2000. – 2007., 2009. – 2012.)
- Kathy Burke - gitara (2001.)
- Jonathan Fralick - gitara (2006.)
- Darren Cesca - bubnjevi (2007. – 2008.)
- Ryan Knight - gitara (2007. – 2009.)
- Nick Cordle - gitara (2008. – 2012.)
- Nathaniel Carter - bas-gitara (2009. – 2010.)

## Diskografija
Studijski albumi
- A Celebration of Guilt (2004.)
- United in Regret (2006.)
- We Are the Nightmare (2008.)
- Starve for the Devil (2010.)
- Unwelcome (2013.)
- Visitant (2018.)

EP-ovi
- A Diamond for Disease (2005.)
- As Regret Becomes Guilt: The Demos of Arsis (2007')
- Lepers Caress (2012.)

Kompilacija
- As Regret Becomes Guilt (2007.)

## Vanjske poveznice
- Službena Myspace stranica